# Service de surveillance du bassin
Pour les articles homonymes, voir SSB.
Le Service de surveillance du bassin (abrégé SSB) est le nom d'un système de police privée qui a régné au cœur des Houillères du bassin du Nord-Pas-de-Calais de 1949 à 1992.
Ce système cessa en 1992 en même temps que les charbonnages.

## Missions
Cette police privée en uniforme noir a surveillé de près les mineurs et leurs familles dans le Nord-Pas-de-Calais à partir de 1949 et pendant plus de quarante ans,.
Ces hommes, souvent d’anciens militaires, ne descendaient pas au fond des mines. Mais dès que le mineur remontait à la surface, il pouvait avoir à rendre des comptes à cette police particulièrement vigilante sur les vols, les activités politiques, et sur le bon fonctionnement des cités où étaient logés gratuitement les mineurs et leurs familles.
Cette police parallèle était connu de l'État et renseignait la Police nationale, la Gendarmerie et même les Renseignements généraux.

## Accusations d'exactions
Le 4 février 1970 vers environ 7 heures du matin, une explosion retentit dans la mine de Fouquières-lès-Lens faisant 15 victimes.
Par la suite, Jean-Paul Sartre participant à un tribunal populaire à Lens déclarera, 8 jours après la catastrophe de Fouquières-lès-Lens, « Il n’y a pas eu accident mais assassinat ! » visant indirectement le SSB,.